# Lycée normal d'Helsinki
Le lycée normal d'Helsinki (en finnois Helsingin normaalilyseo) est une école créée en 1867. Il est situé au 6, rue Ratakatu dans le quartier d'Ullanlinna.

## Présentation

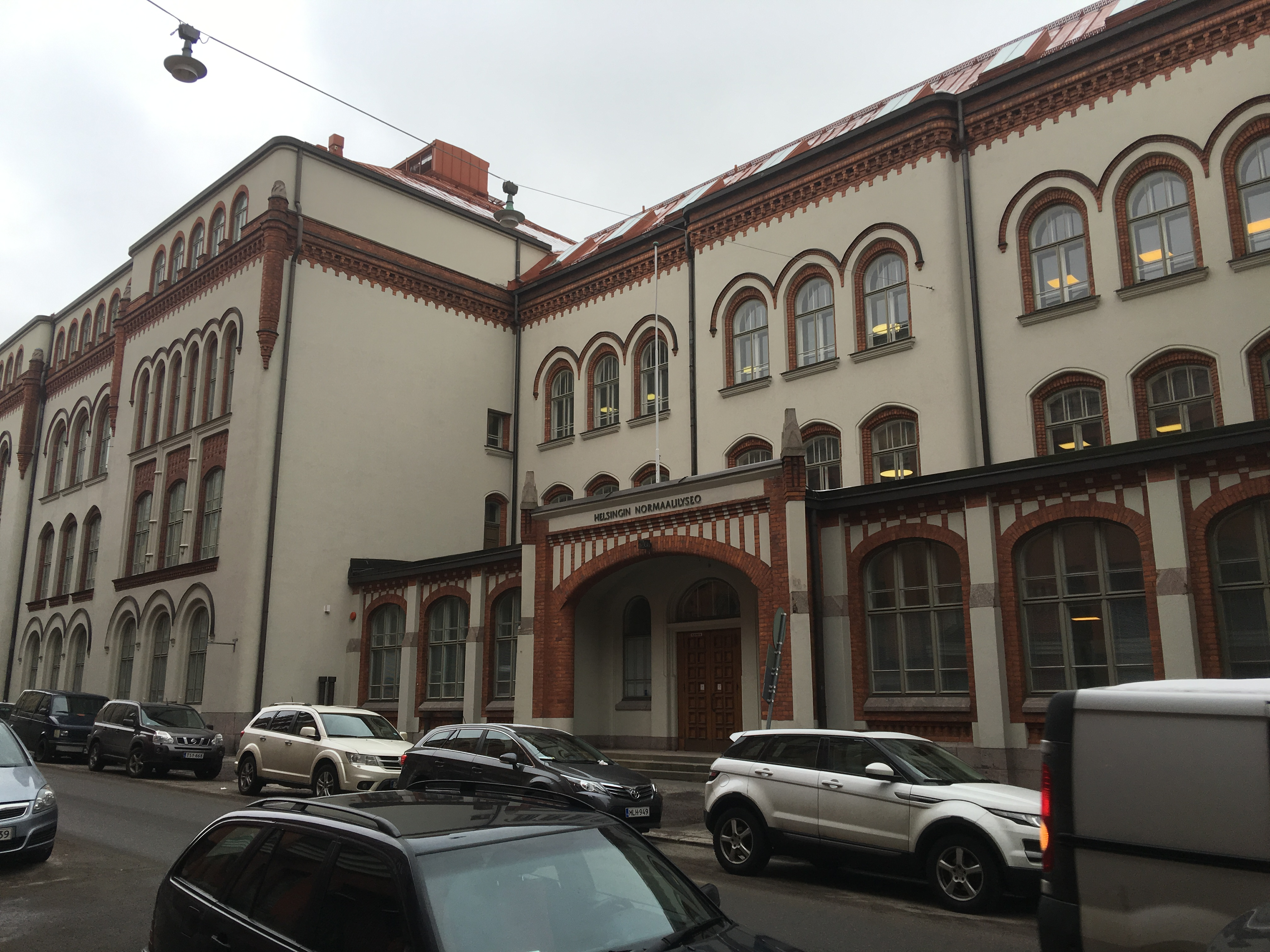
En 2016.

À la différence des autres écoles d'Helsinki l'école n'appartient pas à la ville d'Helsinki mais est une composante de l'université d'Helsinki qui est elle-même dirigée par l'État finlandais.
L'école est très prestigieuse. C'est la troisième en Finlande en termes de difficulté d'accès après le lycée Ressu (Ressun Lukio) et SYK (Helsingin Suomalainen Yhteiskoulu).
Le surnom du lycée et de ses lycéens est « Norssi ». Les anciens élèves sont appelés « vanha Norssi » (en finnois « vieux Norsi »).

## Norssi de l'année
- Rolf Nevanlinna (1967)
- Olli Laiho (1968)
- Teuvo Aura (1971)
- Jussi Lappi-Seppälä (1974)
- Esko Rechardt (1981)
- Max Jakobson (1988)
- Kari Rahkamo
- Matti Klinge (1994)
- Mitro Repo (2005)
- Eero Tarasti (2011)

## Autres anciens célèbres
- Matti Klinge
- Pentti Saarikoski
- Max Jakobson
- Eero A. Wuori
- Yrjö Leino
- Teuvo Aura
- Paavo Berglund
- Arvid Järnefelt
- Aarre Merikanto
- Einojuhani Rautavaara
- Pentti Saarikoski
- Aarre Simonen
- T. J. Särkkä
- Mika Waltari
- Eero A. Wuori